# Ceratoplectus cornus
Ceratoplectus cornus är en rundmaskart. Ceratoplectus cornus ingår i släktet Ceratoplectus, och familjen Plectidae. Arten är reproducerande i Sverige.